# Раудондварис
Раудондварис (лит. Raudondvaris) — посёлок городского типа в Каунасском районе Каунасского уезда Литвы. В 15 км от Каунаса по дороге Каунас — Юрбаркас — Шилуте — Клайпеда. Население – 4 142 человека (2011). Фактически - пригород Каунаса.

## История
Одно из самых давних поселений Каунасского района, Раудондварис впервые упоминается в 1392 году в хронике Тевтонского ордена, как место сражения язычников против рыцарей-крестоносцев. После захвата Жемайтии крестоносцы основали в этом месте, на острове реки Невежи, крепость Кёнигсбург с гарнизоном в 80 рыцарей и 400 ландскнехтов.
В 1549 году великий князь Сигизмунд II Август подарил Красный Двор своей жене Барбаре Радзивилл. Его родители, Сигизмунд Старый и Бона Сфорца, как и значительная часть польских магнатов, были против этого брака. Вскоре, 8 мая 1551 года, Барбара Радзивилл умерла. После её смерти Красный Двор отошёл Гинтовт-Дзевалтовским, которые вскоре продали его Радзивиллам. Первые письменные источники называли место Новым Верхним Двором, но в XVII веке оно называлось уже Верхним Красным Двором, пока не сформировалась название Красный Двор, происходящее от красного кирпича королевского замка.
В 1653—1654 годах князь Януш Радзивилл реконструировал замок, придав ему современный вид. По его смерти усадьба перешла к Варловским, потом к Забелло. В 1819 году имение приобрел Михаил Тышкевич. В период Польского восстания 1830 года замок был разрушен российской армией. Сын Михаила Бенедикт Тышкевич с помощью итальянского архитектора Чезаре Аникини реконструировал усадьбу, построил хозяйственные помещения (теплицы, сараи, конюшни и т. д.). После реконструкции 1832—1855 годов замок приобрёл ренессансные черты, но некоторые следы готических элементов всё ещё видны (круглая в плане башня, которая, как думают, была частью тевтонского замка). Примерно в то же время усадьба была окружена садом в английском стиле, с большой оранжереей, где начали выращивать лимонные деревья. В оранжерее также содержались аллигаторы, обезьяны и попугаи. После своих путешествий граф Тышкевич, владелец дворца-музея, постоянно пополнял коллекцию новыми произведениями искусства, ювелирными украшениями, сувенирами из Египта, Индии, Китая, Японии, Африки, Америки, Кубы — страусиными яйцами, кокосовыми орехами и изделиями из их оболочек, рогами животных и др. Замок стал любимым местом развлечения знати со всей Польши и Литвы.

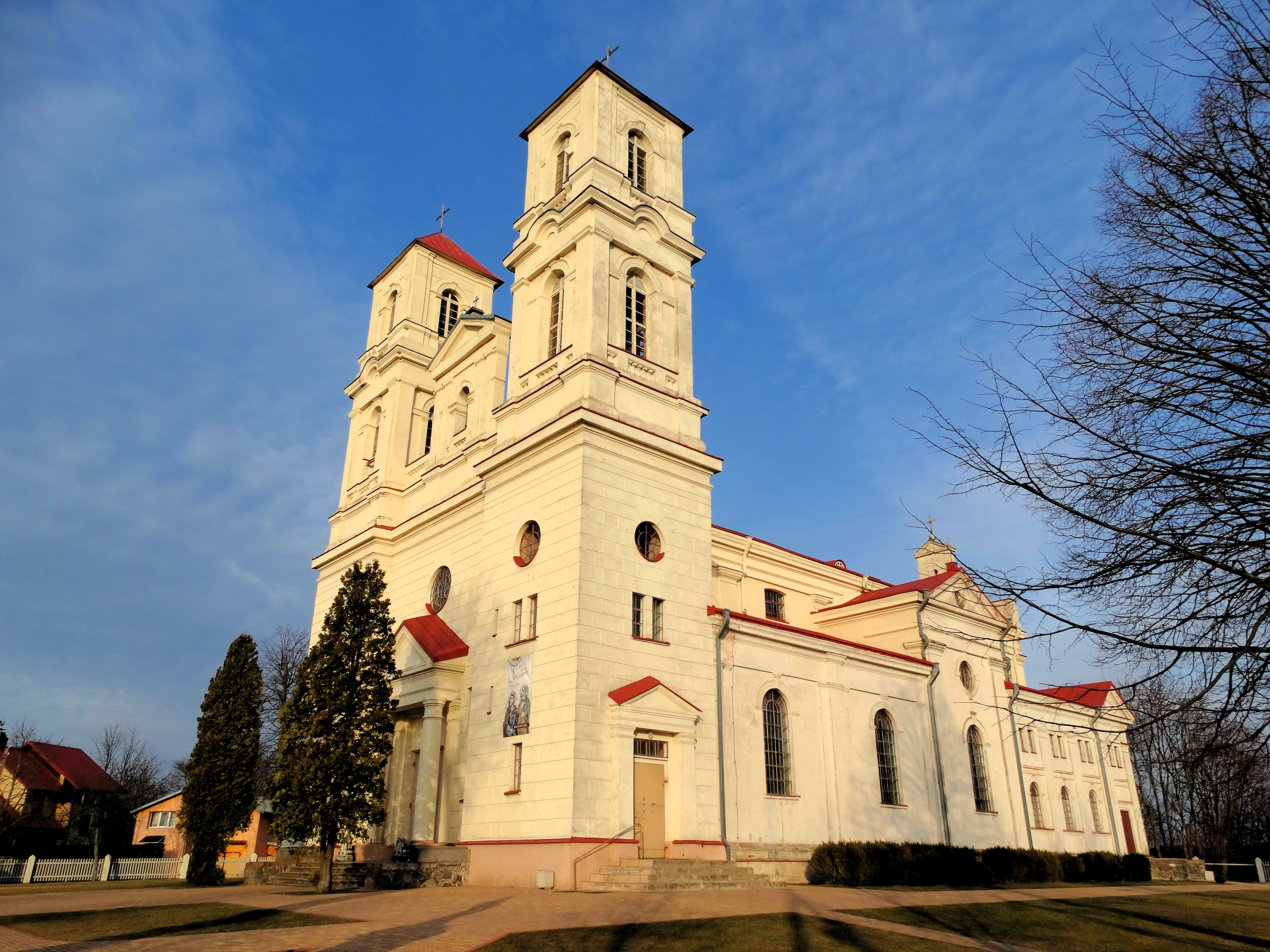
Церковь Святой Терезы

Бенедикт Тышкевич был покровителем искусств и меценатом. В его имении в Красном дворе жили и работали художники Альберт Жамет, Александр Слендзинский, Михаил Андриолли и другие. Резиденция была известна своей замечательной коллекцией изобразительного искусства, в том числе произведениями Леонардо да Винчи, Караваджо, Рубенса и Андреа дель Сарто. Также Тышкевич собрал крупную библиотеку, в которой были хроники из Нюрнберга XV века, хроники европейских военных походов, напечатанные в XVII веке, работы Галилео Галилея, «Житие Святых» на польском языке под редакцией Петра Жалобы, трактат по архитектуре, написанный зодчим-маньеристом Себастьяном Серлио, который проектировал Дворец Фонтенбло, «Сатиры» польского поэта-оппозиционера Кшиштофа Опалинского и многие другие.
Построенная в 1835 году на средства Бенедикта Тышкевича первая в Красном Дворе деревянная часовня была заменена в 1852—1857 годах постоянной церковью по проекту Чезаре Аникини. Художник Михаил Андриолли на заказ Тышкевича сделал роспись главного алтаря, гипсовую лепнину, скульптурный фриз и другие украшения интерьера в стиле Людовика XV. Александр Слендзинский расписал крест и алтари. В этой церкви Бенедикт Тышкевич и был похоронен рядом со своей первой женой.

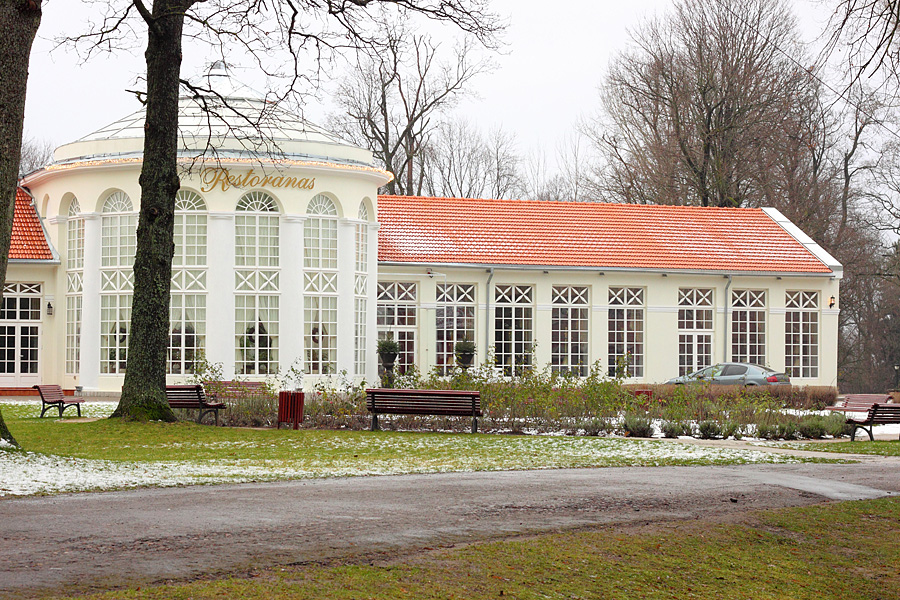
Оранжерея, в которой сейчас размещается ресторан

В 1856—1860 годах усадьба была расширена, многие здания спроектировал немецкий архитектор Волер. Появилась новые оранжерея, конюшни, ледовня и хозяйственные постройки. Семья Тышкевичей владела Раудондварисом до 1914 года.

## XX век
После Первой мировой войны имение было конфисковано литовскими властями. В усадьбе располагалась школа, потом детский дом. Усадьба была сильно повреждена во время Второй мировой войны, но восстановлена в 1962—1975 годах. Сейчас в ней находится музей Тышкевичей и известного литовского композитора Юозаса Науялиса, уроженца Раудондвариса.
В 1956 году в Раудондварисе был открыт филиал Университета механизации сельского хозяйства имени Александраса Стульгинскиса. В помещениях замка Тышкевичей расположен Институт мелиорации. В посёлке функционируют детские школьные и дошкольные учреждения, культурный центр (1970) с театром и кинозалом на 320 мест, библиотека, почтовое отделение, банк.
В 1994 году установлен памятник композитору Юозасу Науялису, всего в Раудондварисе три памятника в его честь.

## Известные уроженцы и жители
- Шимон Забелло (1750—1824) — граф, государственный и военный деятель Великого княжества Литовского, каштелян минский (1787—1792)
- Чезаре Аникини (1787—1861) — итальянский зодчий, работал в Раудондварисе
- Юозас Науялис (1869—1934) — литовский композитор
- Эдвинас Даутартас (род. 1987) — литовский спортсмен, пловец, участник Олимпийских игр 2004 и 2008 годов